# Dancing Pallbearers
Die Dancing Pallbearers (deutsch „Tanzende Sargträger“) sind eine ghanaische Gruppe von Sargträgern aus der Ashanti Region. Ihr eigentlicher Name ist Nana Otafrija Pall-Bearing and Waiting Service sowie Dada awu. Sie wurden durch ein Meme bekannt, das auch unter dem Namen Dancing Coffin („tanzender Sarg“) und Coffin Dance veröffentlicht wurde.

## Hintergrund
Der Nana Otafrija Pall-Bearing and Waiting Service wurde von Benjamin Aidoo 2007 als regulärer Sargträger-Dienst gegründet. Die Idee, diesen um eine Tanz-Choreographie zu ergänzen, entstand etwas später. Bis heute werden beide Dienste angeboten. Eine Bestattung mit Tanz kostet zusätzlich. In der Internetkultur wurde der Dienst um das Jahr 2020 so populär, dass sie auch Aufträge außerhalb Ghanas bekamen, unter anderem in Kenia.
Die Nachfrage nach dieser Art der Bestattung fügt sich in den ghanaischen Brauch ein, Beerdigungsfeierlichkeiten teilweise als mehrtägiges großes Fest mit Bewirtung, Unterhaltung, Tanz und Live-Musik zu begehen. Während ein Teil der Trauernden diese Form des Abschiednehmens begrüßt, sprechen sich andere dagegen aus.
Dieser für die westliche Bestattungskultur eher ungewöhnliche Dienst wurde international erstmals auf dem YouTube-Channel der „Travelin Sister“ dokumentiert. Das Video, das im Original mit ghanaischer Musik unterlegt war, erreichte innerhalb von fünf Jahren mehr als 2,9 Millionen Views, mit dem Beginn des Memes steigerten sich die Aufrufe auf aktuell über 6 Millionen (Stand: 12. Januar 2021). Des Weiteren wurde 2017 in einer Reportage auf BBC News Africa sowie in Deutschland auf n-tv diese Praxis erwähnt und in Folge durch weitere Medien rezipiert.

## Entwicklung zum Meme
Ab März 2020 tauchten Memes auf den Plattformen 9gag, YouTube und TikTok auf, die zunächst typische Pannenvideos, sogenannte Epic Fails zeigen, gefolgt von einem Videoclip der Pallbearers. Dies soll andeuten, dass im Sarg der Verursacher des Fails liege (schwarzer Humor). Das Video wurde dabei häufig mit dem Song Astronomia von Tony Igy unterlegt, meist in der Remix-Version mit Vicetone.
Es häuften sich auch Videos, bei denen nur der Tanz mit der Musikuntermalung gezeigt wurde.
In Brasilien wurden im Rahmen der COVID-19-Pandemie Plakate mit den Dancing Pallbearers aufgehängt mit der Überschrift „Fique em casa ou dance com a gente!“ (dt. „Bleib zu Hause oder tanz mit uns!“).
Tatsächlich gelangte der Song von Tony Igy und den Vicetones im Rahmen des Memes in die Charts von Deutschland und der Schweiz sowie in zahlreiche Spezialcharts.